# Cantonul Angoulême-Ouest
Cantonul Angoulême-Ouest este un canton din arondismentul Angoulême, departamentul Charente, regiunea Poitou-Charentes, Franța.